# Thricops nigrifrons
Thricops nigrifrons är en tvåvingeart som först beskrevs av Robineau-desvoidy 1830.  Thricops nigrifrons ingår i släktet Thricops och familjen husflugor. Arten är reproducerande i Sverige. Inga underarter finns listade i Catalogue of Life.